# IEEE 802.3ba
IEEE 802.3ba désigne un groupe de travail au sein de l'IEEE ayant pour but de définir une norme venant implémenter le standard IEEE 802.3 (Ethernet) à des débits compris entre 40 et 100 Gbit/s (couramment désignée 100 Gigabit Ethernet). Celle-ci spécifie la couche PHY et MAC pour des débits allant jusqu'à 40 Gbit/s sur paires torsadées et fibre optique ou 100 Gbit/s uniquement sur fibre optique. Les travaux menés par le groupe de travail IEEE 802.3ba ont été approuvés par l'IEEE en juin 2010 et publiés sous la dénomination IEEE Std 802.3ba-2010.

## Caractéristiques

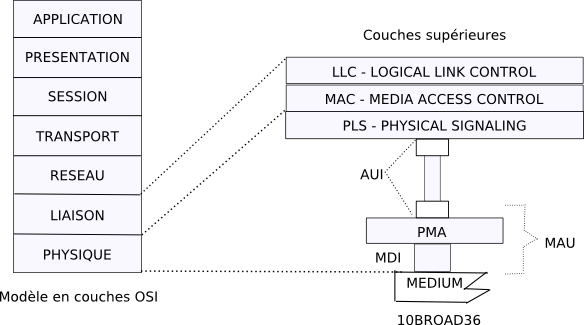
Couche physique 10BROAD36

Le groupe de travail constitué en 2007 a eu pour tâche de mener à bien les objectifs normatifs suivants :
- Liaison essentiellement en full-duplex.
- Préservation de la trame Ethernet.
- Spécification de la couche PHY permettant des débits jusqu'à 40 Gbit/s selon les modalités suivantes :
  - Jusqu'à 100 mètres sur fibre optique multimode OM3.
  - Jusqu'à 150 mètres sur fibre optique multimode OM4.
  - Jusqu'à 7 mètres sur paires torsadées.
  - 1 mètre sur backplane.
- Spécification de la couche PHY permettant des débits jusqu'à 100 Gbit/s avec les performances suivantes :
  - Jusqu'à 40 km sur fibre optique monomode.
  - Jusqu'à 100 mètres sur fibre optique multimode OM3.
  - Jusqu'à 150 mètres sur fibre optique multimode OM4.
  - Jusqu'à 7 mètres sur paires torsadées.